# Hans Schwarzenbach
Hans Schwarzenbach, född 24 maj 1913 i Langnau im Emmental, död 18 september 1993, var en schweizisk fälttävlansryttare.

## Placeringar
- 1:a Europamästerskapen i fälttävlan 1959 i Harewood, Storbritannien på Burn Trout[1]
- 1:a Europamästerskapen i fälttävlan 1953 i Badminton, Storbritannien på Vae Victis[1]